# Termitodiellus esakii
Termitodiellus esakii är en skalbaggsart som beskrevs av Shuhei Nomura 1943. Termitodiellus esakii ingår i släktet Termitodiellus och familjen Aphodiidae. Inga underarter finns listade i Catalogue of Life.